# Landgoederenzone
Een landgoederenzone is een gebied waarin zich, min of meer aaneengesloten, verscheidene historische landgoederen en buitenplaatsen bevinden. Kenmerkend voor een landgoederenzone is de samenhangende structuur van landhuizen, geometrische lanenstelsels, grootschalige landschapsparken, boerenerven, akkers, weiden en bosgebied.